# Lopezia laciniata
Lopezia laciniata är en dunörtsväxtart som först beskrevs av Joseph Nelson Rose, och fick sitt nu gällande namn av Marcus Eugene Jones. Lopezia laciniata ingår i släktet enmansblommor, och familjen dunörtsväxter. Inga underarter finns listade i Catalogue of Life.